# Рявкино (озеро)
Рявкино (каз. Рявкино) — озеро в районе Магжана Жумабаева Северо-Казахстанской области Казахстана. Находится у села Рявкино в 23 км к северо-западу от города Булаево.
По данным топографической съёмки 1940-х годов, площадь поверхности озера составляет 2,57 км². Наибольшая длина озера — 1,9 км, наибольшая ширина — 1,6 км. Длина береговой линии составляет 6 км, развитие береговой линии — 1,05. Озеро расположено на высоте 129,9 м над уровнем моря.
По данным обследования 1957 года, площадь поверхности озера составляет 3,6 км². Максимальная глубина — 2,46 м, объём водной массы — 5,4 млн. м³, общая площадь водосбора — 92,1 км².
Озеро входит в перечень рыбохозяйственных водоёмов местного значения.